# Lovero
Lovero är en ort och kommun i provinsen Sondrio i regionen Lombardiet i Italien. Kommunen hade 661 invånare (2018).